# Саксонія (провінція)
Провінція Саксонія (нім. Provinz Sachsen) — провінція Пруссії з 1816 до 1919, а згодом провінція Вільної держави Пруссія. Столицею провінції був Магдебург.